# Chiesa di Santa Maria di Costantinopoli (Benevento)
La chiesa di Santa Maria di Costantinopoli si trova a Benevento, nel Rione Ferrovia, lungo il viale Principe di Napoli.

## Storia
La confraternita di Santa Maria di Costantinopoli sorse a Benevento nel 1588. 
L'11 maggio 1603 Agostino Orsolupo, Arciprete della Metropolitana, concesse ai confratelli la chiesetta di San Giacomo dei Foris (Sancti Jacobi a Foro), in piazza cardinal Pacca che, dopo il 1608, venne allargata a tre grandi navate, e dedicata a Santa Maria di Costantinopoli.
Con il terremoto del 1688 la chiesa crollò. Il cardinale Orsini la riedificò con il titolo di S. Spirito e permise che vi officiasse la confraternita di S. Maria di Costantinopoli. Tuttavia qui officiava anche la confraternita dei calzolai, istituita all'altare dei santi Crispino e Crispiniano. Ciò comportava litigi e discordie, tanto che l'amministrazione della confraternita di S. Maria di Costantinopoli eresse, attigua alla chiesa di S.Spirito, una propria chiesa, il cui altare fu consacrato il 26 dicembre 1740 dal Vicario Apostolico Domenico Antonio Manfredi, vescovo di Boiano (come ricorda una lapide), che vi tenne pure ordinazione in minoribus
Restaurata dopo il 1915 venne poi distrutta nel corso della seconda guerra mondiale.

### Ricostruzione
La chiesa moderna, progettata nel 1950 da Salvatore Pennella, sorse nel Rione Ferrovia.
All'interno vi sono affreschi di Pennino Rocco, che ricordano le immani distruzioni belliche dell'estate 1943 e l'alluvione che colpì il quartiere industriale nell'ottobre 1949.
Tali eventi vennero rappresentati dall'artista Pennino, su commissione del parroco don Luigi Chiocchio il quale si impegnò affinché fosse dato questo clavoro artistico alla propria comunità, sostenendone le spese.
In un manoscritto dello stesso parroco, ora che la chiesa non può essere ammirata nella sua bellezza dopo gli interventi di ristrutturazione post terremoto del 1980 clamorosamente ritinteggiata in bianco, vengono rappresentati nel dettaglio gli innumerevoli quadri e figure rappresentanti i vari momenti della discesa dello Spirito Santo sulla Terra. La grandezza dell'artista sta nella rappresentazione dell'azione della Chiesa fino ai giorni nostri, con le figure di Papa Giovanni XXIII, Mons. Teutonico, Mons. Pedicini, Mons. Musto, i Vescovi di Aversa, Avellino e Sora; la Chiesa docente che guida e dirige i popoli è rappresentata dalla Basilica di S. Pietro, che si erge con la sua luce a rischiarare tutta la Terra, ove 'nulla può il Demonio'. Al centro domina la maestosa Madonna di Costantinopoli, ai lati i due flagelli di Benevento: i bombardamenti e l'alluvione. Tra i personaggi domina la figura di Mons. Mancinelli, che fu presente ad entrambi i flagelli.
In seguito la chiesa e gli affreschi sono stati in gran parte occultati. Ora la chiesa ha una decorazione che riecheggia lo stile bizantino, di Costantinopoli. Le pale raffiguranti: Sacro Cuore, Battesimo di Nostro Signore, Santa Maria Goretti, una via crucis e un mosaico sulla facciata con la scena della Discesa dello Spirito Santo sono opera del pittore Giuseppe Moroni.